# Qualificazioni al campionato europeo maschile under 23 di calcio 1974

## Risultati

### Gruppo 1
| Squadra        | P.ti | G | V | N | P | GF | GS | DR |
| -------------- | ---- | - | - | - | - | -- | -- | -- |
| Cecoslovacchia | 6    | 4 | 3 | 0 | 1 | 9  | 3  | +6 |
| Svezia         | 5    | 4 | 2 | 1 | 1 | 6  | 5  | +1 |
| Austria        | 1    | 4 | 0 | 1 | 3 | 1  | 8  | -7 |

| Wiener Neustadt 9 giugno 1972 | Austria | 1 – 1 | Svezia |  |

| Vienna 15 ottobre 1972 | Austria | 0 – 1 | Cecoslovacchia |  |

| Brno 28 marzo 1973 | Cecoslovacchia | 4 – 0 | Austria |  |

| Eskilstuna 2 maggio 1973 | Svezia | 0 – 3 | Cecoslovacchia |  |

| Landskrona 24 maggio 1973 | Svezia | 2 – 0 | Austria |  |

| Ostrava 10 giugno 1973 | Cecoslovacchia | 1 – 3 | Svezia |  |

### Gruppo 2
| Ankara 14 gennaio 1973 | Turchia | 1 – 3 | Italia |  |

| Palermo 14 febbraio 1973 | Italia | 1 – 0 | Turchia |  |

Si qualifica l'Italia (4-1).

### Gruppo 3
| Sarpsborg 3 ottobre 1972 | Norvegia | 1 – 3 | Paesi Bassi |  |

| Eindhoven 30 ottobre 1972 | Paesi Bassi | 1 – 0 | Norvegia |  |

Si qualificano i Paesi Bassi (4-1).

### Gruppo 4
| Squadra      | P.ti | G | V | N | P | GF | GS | DR |
| ------------ | ---- | - | - | - | - | -- | -- | -- |
| Germania Est | 6    | 4 | 3 | 0 | 1 | 10 | 3  | +7 |
| Romania      | 3    | 4 | 1 | 1 | 2 | 5  | 6  | -1 |
| Albania      | 3    | 4 | 1 | 1 | 2 | 3  | 9  | -6 |

| Tirana 28 ottobre 1972 | Albania | 1 – 1 | Romania |  |

| Tirana 8 aprile 1973 | Albania | 1 – 0 | Germania Est |  |

| Bucarest 6 maggio 1973 | Romania | 2 – 1 | Albania |  |

| Pitești 26 maggio 1973 | Romania | 1 – 2 | Germania Est |  |

| Halle 25 settembre 1973 | Germania Est | 2 – 1 | Romania |  |

| Potsdam 3 novembre 1973 | Germania Est | 6 – 0 | Albania |  |

### Gruppo 5
| Squadra        | P.ti | G | V | N | P | GF | GS | DR  |
| -------------- | ---- | - | - | - | - | -- | -- | --- |
| Polonia        | 7    | 4 | 3 | 1 | 0 | 9  | 3  | +6  |
| Germania Ovest | 5    | 4 | 2 | 1 | 1 | 7  | 3  | +4  |
| Danimarca      | 0    | 4 | 0 | 0 | 4 | 1  | 11 | -10 |

| Esbjerg 14 novembre 1972 | Danimarca | 0 – 2 | Polonia |  |

| Randers 8 maggio 1973 | Danimarca | 0 – 2 | Germania Ovest |  |

| Częstochowa 7 giugno 1973 | Polonia | 4 – 1 | Danimarca |  |

| Essen 5 settembre 1973 | Germania Ovest | 2 – 3 | Polonia |  |

| Bochum 24 ottobre 1973 | Germania Ovest | 3 – 0 | Danimarca |  |

| Varsavia 21 novembre 1973 | Polonia | 0 – 0 | Germania Ovest |  |

### Gruppo 6
| Porto 2 maggio 1973 | Portogallo | 0 – 0 | Bulgaria |  |

| Pleven 13 ottobre 1973 | Bulgaria | 2 – 1 | Portogallo |  |

Si qualifica la Bulgaria (2-1).

### Gruppo 7
| Squadra    | P.ti | G | V | N | P | GF | GS | DR |
| ---------- | ---- | - | - | - | - | -- | -- | -- |
| Ungheria   | 6    | 4 | 3 | 0 | 1 | 6  | 6  | 0  |
| Jugoslavia | 4    | 4 | 2 | 0 | 2 | 6  | 3  | +3 |
| Grecia     | 2    | 4 | 1 | 0 | 3 | 4  | 7  | -3 |

| Bosanska Gradiška 21 settembre 1972 | Jugoslavia | 4 – 0 | Ungheria |  |

| Atene 28 febbraio 1973 | Grecia | 2 – 0 | Jugoslavia |  |

| Budapest 4 aprile 1973 | Ungheria | 2 – 0 | Grecia |  |

| Szekszárd 9 maggio 1973 | Ungheria | 1 – 0 | Jugoslavia |  |

| Atene 13 giugno 1973 | Grecia | 2 – 3 | Ungheria |  |

| Zaječar 17 ottobre 1973 | Jugoslavia | 2 – 0 | Grecia |  |

### Gruppo 8
| Squadra          | P.ti | G | V | N | P | GF | GS | DR |
| ---------------- | ---- | - | - | - | - | -- | -- | -- |
| Unione Sovietica | 7    | 4 | 3 | 1 | 0 | 8  | 1  | +7 |
| Finlandia        | 3    | 4 | 1 | 1 | 2 | 3  | 8  | -5 |
| Francia          | 2    | 4 | 1 | 0 | 3 | 5  | 7  | -2 |

| Lahti 3 settembre 1972 | Finlandia | 1 – 3 | Francia |  |

| Mosca 13 ottobre 1972 | Unione Sovietica | 3 – 1 | Francia |  |

| Leningrado 18 ottobre 1972 | Unione Sovietica | 4 – 0 | Finlandia |  |

| Aix-en-Provence 25 maggio 1973 | Francia | 0 – 1 | Unione Sovietica |  |

| Lappeenranta 13 giugno 1973 | Finlandia | 0 – 0 | Unione Sovietica |  |

| Saumur 9 settembre 1973 | Francia | 1 – 2 | Finlandia |  |